# Роздрібний банк
Роздрібний банк — кредитна організація, яка обслуговує велику кількість клієнтів, при цьому застосовуючи спеціальні технології. Cпектр банківських послуг роздрібного банку, що надаються, дуже великий. У роздрібному банку обслуговуються  юридичні та фізичні особи. Не всі банки, які займаються наданням послуг населенню, називаються роздрібними банками.

## Опис
Класичний роздрібний банк орієнтований на роботу з найрізноманітнішою групою клієнтів.
Роздрібний банк у ХХІ столітті — це кредитна організація, яка застосовує спеціальні технології, займається обслуговуванням великої кількості клієнтів та надає їм максимально велику кількість послуг. Технології, що застосовуються в роздрібному банку, подібні до тих технологій, які застосовуються в мережевих магазинах та у сфері послуг. У роздрібному банку все спрямоване на споживача.
Послугами роздрібного банку користуються підприємці та юридичні особи. Менеджери роздрібного банку зосереджені у тому, щоб найповніше задовольнити потреби клієнтів.
Роздрібний банк будується з чотирьох основних блоків: господарський блок|господарського блоку, IT-напряму, планування та мотивації, системи розробки та продажу платіжних сервісів та продуктів банку. 
Роздрібний банк – це кредитна організація з широкою міжрегіональною сіткою точок продажу. Обслуговування великої кількості клієнтів у банківській установі можливе лише з добре автоматизованими процесами. Працівники банку повинні бути добре мотивовані, це сприятиме підвищенню їхньої продуктивності.
Роздрібні банки постійно працюють над відкриттям нових точок продажу. При розробці річної концепції розвитку кредитної установи, до цього плану включається кількість нових точок продажу та місце їх розташування, витрати, які знадобляться для реалізації цього.

## Досвід німецьких та американських банків
Роздрібні банки Німеччини намагалися розширити свою базу клієнтів за допомогою індивідуальних клієнтів. Це було складно реалізувати через зростання конкуренції з боку небанківських та квазібанківських установ, деякі з цих установ надають свої послуги онлайн. 
Один з американських банків, Washington Mutual Inc. застосував у своїй роботі нову модель роздрібного банку. Це нововведення передбачає формування більш вільної дії з клієнтами. Такий підхід був реалізований у рамках філії «Occasio». У точках цієї філії розташовані комп'ютерні кіоски замість кас. У цих кіосках клієнти за допомогою консультантів можуть вимагати будь-яку необхідну інформацію, здійснити платіж, купити інвестиційні продукти.